# Dirk Spanjaard sr.
Dirk Johannes Spanjaard (Hellevoetsluis, 16 september 1881 - Doetinchem, 20 mei 1947) was een Nederlands ambtenaar en bestuurder. In het begin van de 20e eeuw was hij werkzaam als burgemeester in Nederlands-Indië en tijdens de Tweede Wereldoorlog was hij gedurende vier maanden adjunct-directeur van een 'Joodsch Tehuis' in de Gelderse plaats Doetinchem.
Spanjaard was de zoon van ir. Johannes Gijsbertus Jacobus Spanjaard en zijn vrouw Dorothea Augustina Konstaedt. In 1888 kwam hij met zijn ouders voor twee jaar in Doetinchem te wonen, daarna vertrok hij naar Haarlem en uiteindelijk belandde hij, kort daarna, in Nederlands-Indië.

## Nederlands-Indië
Hij trouwde op 24-jarige leeftijd in 1905 in Indië met Cornelia Fenna Beumer en kreeg met haar een zoon, Dirk Spanjaard jr., en een dochter, Dorothea. In 1921 en 1922 werkte hij in een administratieve functie bij de Ambonsche Spaar- en Kredietbank. Zijn bestuurlijke loopbaan begon in 1926 en 1927 met het lidmaatschap van de gemeenteraad in Bandjermasin op Borneo. Ook was hij in 1928 secretaris van de gemeenteraad van Kediri. In 1929 werd hij aangesteld als (waarnemend) burgemeester van Tegal, een belangrijk centrum voor de suikerindustrie. Eind 1933 beëindige Spanjaard om onbekende reden het burgemeesterschap en vertrok naar Nederland. In maart 1934 vestigde hij zich in Doetinchem, de stad waar zijn zoon datzelfde jaar zijn eerste advocatenpraktijk opende.

## Doetinchem
Te Doetinchem hield Spanjaard zich voornamelijk op met mensen uit de hogere sociale klasse. Hij had goede contacten met de burgemeester van Doetinchem, Duval Slothouwer, en bezocht regelmatig de plaatselijke sociëteit. In december werd Spanjaard door de burgemeester benaderd om de leiding op zich te nemen van een in Doetinchem te vestigen Joods tehuis. Na zijn positieve reactie werd hij in januari 1943 door E. Wolthuis, directeur van Huize De Schaffelaar en Huize De Biezen te Barneveld, benoemd tot adjunct-directeur van Villa Bouchina, een zogenaamd 'Joodsch Tehuis' waarin negen 'prominente' Joden werden 'beschermd' door de Duitse bezetter. Spanjaard ontving een beloning van ƒ 6,65 per dag. Over de manier waarop hij in de sociëteit werd benaderd door de burgemeester schreef Spanjaard:
... "dan steekt hij [de burgemeester] van wal. Doetinchem krijgt er een plukkie inwoners bij, het zielental zal met ruim zestig vermeerderd worden, alle niet-arisch! Vragen van rechts en van links. Wat voor joden, welke joden, wat komen die joden hier doen? Rustig worden de noodige toelichtingen verstrekt. Het zijn Joden, die in een bevoorrechte positie verkeeren boven hun rasgenooten, zij worden van regeeringswege en vanwege "het Gezag" beschermd omdat het menschen zijn, die in vervlogen dagen lid waren van de Nationaal-Socialistische Beweging, NSB'ers die bekeerd zijn, dan wel vanwege het ras uit de beweging gestoken zijn. Zij zullen in een of meer huizen worden ondergebracht en daar door ambtenaren worden bewaakt en onder toezicht gesteld".
en
"De brenger van het nieuws kijkt hem aan, stoot hem aan en vraagt hemof hij er iets voor voelt de leiding van de te openen Joodsche tehuizen op zich te nemen. Na het voorafgaande gedenk en gepeins is het beantwoorden van deze zoo welkome vraag is niet moeilijk. Vanzelfsprekend volgt een bevestigend antwoord op den Burgemeesters vraag".
en
Spanjaard schreef over de situatie in Villa Bouchina:
"De omgang onder elkaar en met de leiding is goed. Het huis heeft echter meer van een onvriendelijke kazerne dan van een gezellig tehuis. Houten kribben op de slaapkamers, elk voor twee personen met een tusschenschot en dan twee van die monsters op elkaar. De benedenruimte, een suite met een zij- en een achterserre zijn bedoeld als recreatiegelegenheid, tevens eetkamer. Hier ontbreekt echter elk idee van gezelligheid, kleine langwerpige houten tafels, houten eenvoudige stoelen, geen enkel comfort, het is wat men noemt behelpen tot en met".
Het aantal Joden in Villa Bouchina bleef beperkt tot negen. In april 1943 werd Villa Bouchina door de bezetter ontruimd, waardoor Spanjaard zijn functie verloor. Hij overleed op 20 mei 1947 in Doetinchem, en werd daar ook begraven. Spanjaards verslag over deze periode is in 2004 teruggevonden in het archief van het Doetinchemse advocatenkantoor Remmelink, nadat de conciërge van Bouchina dat document daar in 1945 had achtergelaten. Het document berust bij het NIOD. Het verslag is integraal opgenomen in het in 2006 verschenen boek "Joodse NSB'ers" van Chris van der Heijden.